# Mysidia pallescens
Mysidia pallescens är en insektsart som beskrevs av Metcalf 1938. Mysidia pallescens ingår i släktet Mysidia och familjen Derbidae. Inga underarter finns listade i Catalogue of Life.